# Kilifi (hạt)
Hạt Kilifi là một hạt thuộc tỉnh Coast ở Kenya. Theo điều tra dân số ngày 24 tháng 8 năm 1999, hạt này có dân số 544303 người. Hạt Kilifi có diện tích 4779 km². Hạt lỵ đóng tại Kilifi.